# 호모글리프
타이포그래피에서 호모글리프(homoglyph)는 모양이 같거나, 쉽게 구분할 수 없는 글자나 자체를 말한다.
한글 모음 ㅣ와 로마자 i의 대문자 I, 로마자 L의 소문자 l, 아라비아 숫자 1 등이 호모글리프이다.

## 기타

### 로마자와 키릴 문자
키릴 문자 А, В, C, E, І, Ј, К, М, Н, О, Р, С, Т, Ү, Ғ, Ѵ, Х, Ԝ는 A, B, C, E, I, J, K, M, H, O, P, C, Y, F, V, X, W의 로마자와 거의 같거나 같다. 그러나 유니코드로는 다르다.

### 거의 같은 로마자 2개
로마자 İ (터키어의 점이 있는 I)와 Í (I에 ´가 추가된 것) 등은 거의 같다.
- 기타 j와 에스페란토의 글자 ĵ, 로마자 Ȉ와 Ï, 로마자 Ö와 Õ 등도 동일한 문자 체계이며 분명 다른 글자이나 거의 같다.

### 인터넷 URL
- 예를 들어 cqw.com이라는 사이트가 있다고 할 때, c를 키릴 문자인 с로 대체하여 сqw.com이 된다.
- 이것은 퓨니코드로 나온다. 이것을 치면 전혀 다른 xn--qw-xjg.com이 된다.

### 두 개 이상의 글자와 다른 수의 글자 또는 다른 글자
- rri,rn,nn은 m과 같이 보이기도 한다. 그리고 ci는 a, cl은 d, lc는 k, vv는 w처럼 보이기도 한다.

### 기타
- 가운뎃점 (·)은 ㆍ(아래아)와 반각 전각 여부를 제외하면 거의 같다.
- 논리합을 나타내는 글자 ∨는 V와 전각 반각 여부를 제외하면 거의 같다.
- 글자 ┽는 +와 전각 반각 여부도 같다.
- 글자 ∫는 Ʃ의 소문자인 ʃ이나 ſ와 거의 같다.
- 그리스 문자 ς는 로마자 Ç와 거의 같다. (정확히는 이 글자의 소문자와 더 비슷하다.)
- 로마자 Ḑ는 로마자 Ḍ와 거의 같다.

## 같이 보기
- 동형어
- 가짜 키릴 문자